# Chiesa di Santa Maria in Castello (Cupra Marittima)
Santa Maria in Castello è una chiesa romanica nel borgo medievale di Marano, a Cupra Marittima, in provincia di Ascoli Piceno.

## Storia

### Medioevo

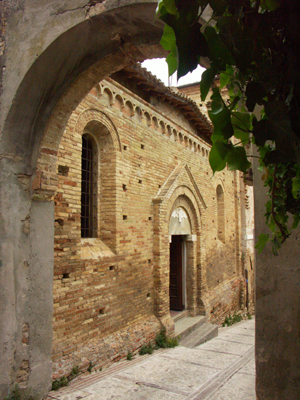
Scorcio della chiesa da Porta Santa Maria

La prima notizia riguardante Santa Maria in Castello è contenuta in un documento redatto nel 1227 alla presenza del cappellano titolare della chiesa: Actum S. Mariae Marani... Cappell. dom Bernardus; è molto probabile però, che le sue origini siano più antiche. 
Da documenti posteriori è attestata come chiesa matrice di Castel Marano, ma la qualifica, e con essa la riscossione dei benefici detti “di Santa Lucia e Santa Caterina”, cessa con la costruzione della chiesa di San Basso.
Il 22 novembre 1254 vi viene convocato il Parlamento Generale di Marano, composto da 137 capifamiglia e presieduto dai consoli Faraldo Fiorentini e Palmiro Gentili, per ratificare il patto stipulato il giorno precedente con Fermo, volto alla salvaguardia dei diritti e dei doveri dei Maranesi.
La tradizione vuole che, per un breve periodo, prima di venire trasferito nella Parrocchiale, il corpo di San Basso sia stato deposto qui. Il martire sembra essere stato traslato a Marano dalla Pieve nel sec. X, quando questa viene abbandonata dai benedettini: infatti nel documento del 1063 si parla di libri, campane ed altro, ma non si fa alcun cenno al corpo del Santo.
Nel 1330 e, successivamente, alla fine dello stesso secolo, la chiesa subisce profondi restauri.

### Età moderna
Nel 1614 la sua struttura si mostra talmente fatiscente che il vescovo ne ordina la riduzione della lunghezza; per sostenerne le spese viene venduto l'orto a sud della strada, che precedentemente ospitava un piccolo cimitero.
Intorno al 1621–1625 la Parrocchiale di San Basso è sottoposta a radicali restauri, a tal punto che Santa Maria in Castello ne fa provvisoriamente le veci, nominandosi “dei Santi Basso e Margherita in Santa Maria”.

### Età contemporanea
Dopo la metà dell'Ottocento l'edificio diviene di proprietà comunale. Nel 1872 vi torna la Parrocchia che resta fino al 1888, quando si sposta alla chiesa dell'Annunziata; nel 1904 viene trasferita definitivamente alla marina, presso Santa Maria del Sacro Cuore, alias Sant'Egidio.
La chiesa versa in stato di totale abbandono fino agli anni trenta, quando diviene proprietà privata assieme alla villa attigua, un ex casino di caccia settecentesco ricavato da un nucleo medievale di casupole di tessitori.
La chiesa, attualmente, è proprietà privata ed è chiusa al culto.

## Restauro del 1946

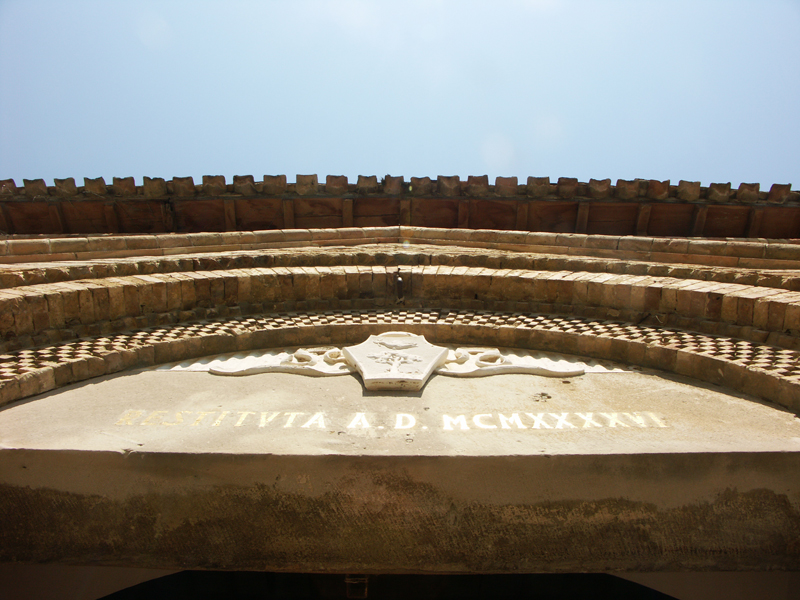
L'architrave del portale

Nel 1946 inizia un consistente restauro, terminato nel 1948, come attestano la lapide in fondo alla navata, il quadro raffigurante il Beato Antonio Grassi (realizzato in occasione dell'inaugurazione della chiesa) e l'architrave del portale con lo stemma nobiliare dei proprietari.

### Interventi interni

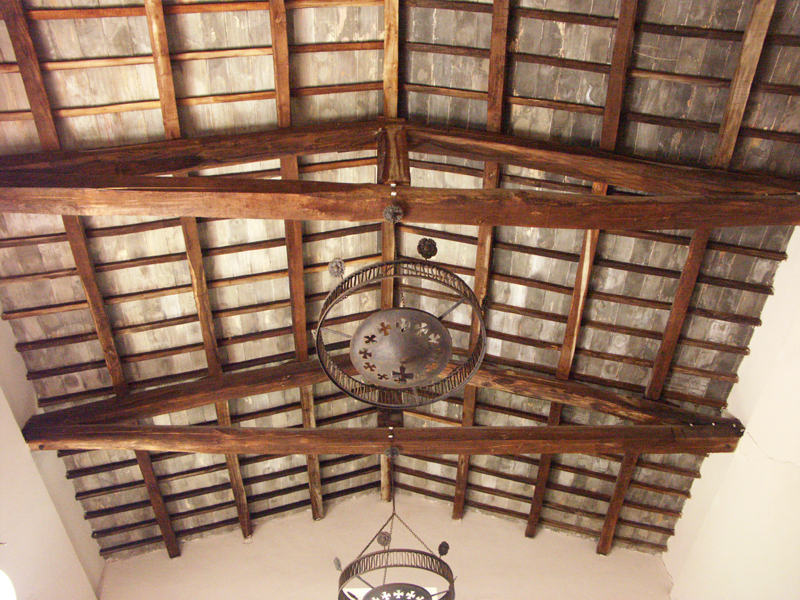
Il soffitto a capriate

Il soffitto è ricostruito ripristinando le capriate come in origine e, nel rifare il pavimento, si rinvengono sepolture che in seguito si scopriranno estese fino al giardino della vicina villa. Gli altari settecenteschi vengono rimossi e sostituiti con nuovi arredi; sotto il baldacchino, ai lati dell'altare, sono collocate le statue della Vergine e di San Vincenzo. Gli affreschi superstiti sono affidati ad un restauratore locale, che ricompone ed integra le parti figurative mancanti.

### Interventi esterni

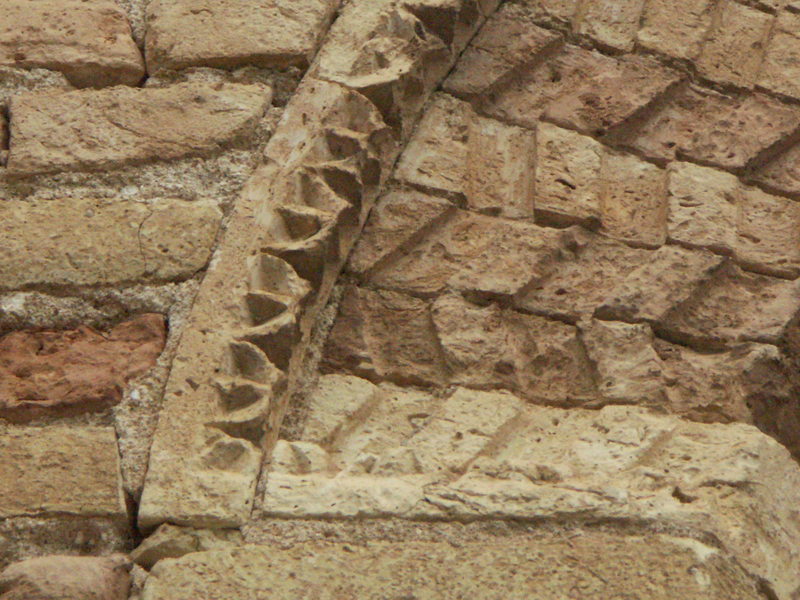
Particolare di una monofora

La facciata esterna, lungo la parete meridionale sulla strada pubblica, viene rimaneggiata in minima parte: si conservano le monofore a strombo, esempio tipico dell'architettura di transizione tra il romanico ed il gotico, databili alla prima metà del XIII secolo, e l'ingresso principale, ornato da un elegante portale semigotico, entrambi finemente decorati da motivi geometrici in cotto.
Sotto il cornicione del tetto è per buona parte reintegrata la serie di archetti pensili a tutto sesto, e viene costruito ex novo un piccolo campanile a vela per sostenere le campane.

## L'interno

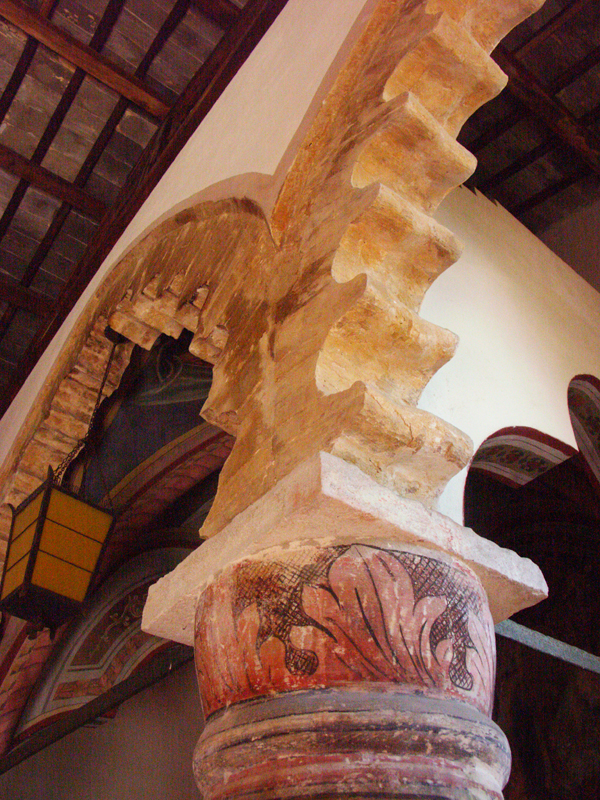
Le arcate del baldacchino

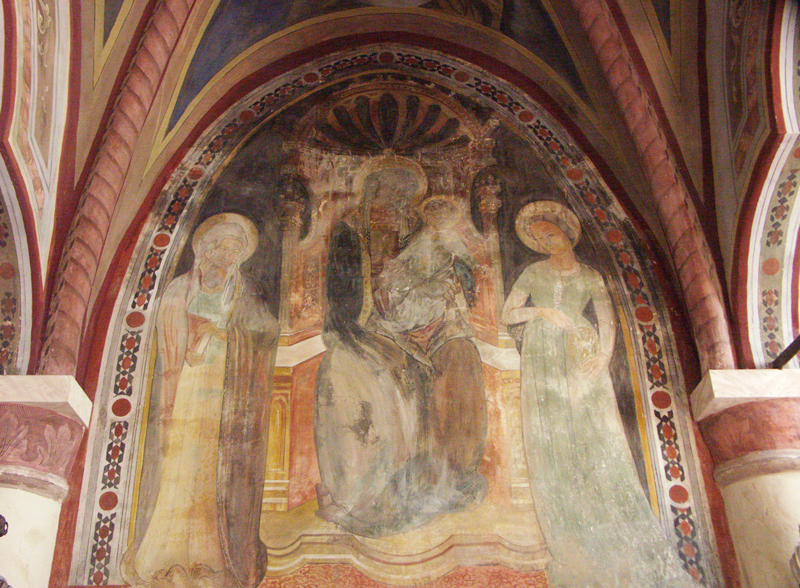
L'affresco del presbiterio (sec. XV)

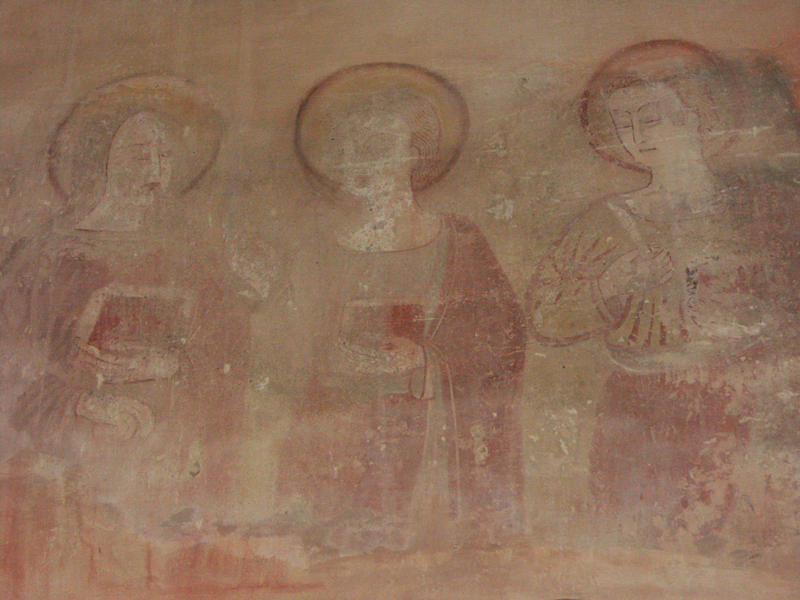
Particolare degli affreschi romanici del lato sud-est

L'interno della chiesa conserva tre grandi arcate polilobate sorrette da colonnine in cotto, di gusto tipicamente arabo ed orientale, ricollegabili direttamente alla presenza saracena, viva nel territorio fino ai primi anni del sec. XIII. Nella lunetta sotto il baldacchino del presbiterio un affresco raffigura la Vergine col Bambino, santa Lucia e santa Caterina d'Alessandria. Databile ai primi decenni del sec. XV, attesta i fecondi contatti dell'anonimo artista con la Pittura veneta, rispondendo al gusto del gotico internazionale, trionfante in questa parte delle Marche. Gli affreschi nell'angolo sud-est, di autore ignoto, sono invece di stile romanico. Prima del rovinoso crollo del tetto, affreschi cinquecenteschi attribuibili a Giuseppe Vergani decoravano le volte a camorcanna. 
Lungo la parete a nord, su un piano più elevato, un piccolo corridoio aperto mostra ancora archi e pilastri di un portichetto, mentre il lato ovest, oggi murato, presentava fino al 1819 una strada ed un'ulteriore porta d'ingresso.
In passato Santa Maria veniva denominata “Chiesa di San Filippo” in ricordo del Beato Antonio Grassi, padre filippino, antenato dell'odierna famiglia di proprietari dello stabile ed effigiato sulla tela posta sopra l'altare laterale. Il dipinto occupa oggi lo spazio che nel XV secolo era riservato al dipinto Madonna con Bambino e Santi Basso e Sebastiano di Vittore Crivelli, attualmente conservato nella chiesa dei Santi Basso e Margherita a Cupra Marittima.